# 13日
13日（じゅうさんにち）は、暦上の各月における13日目である。
各月の13日については下記を参照。
- 1月13日 - 1月13日 (旧暦)
- 2月13日 - 2月13日 (旧暦)
- 3月13日 - 3月13日 (旧暦)
- 4月13日 - 4月13日 (旧暦)
- 5月13日 - 5月13日 (旧暦)
- 6月13日 - 6月13日 (旧暦)
- 7月13日 - 7月13日 (旧暦)
- 8月13日 - 8月13日 (旧暦)
- 9月13日 - 9月13日 (旧暦)
- 10月13日 - 10月13日 (旧暦)
- 11月13日 - 11月13日 (旧暦)
- 12月13日 - 12月13日 (旧暦)

## 記念日・年中行事
- 虚空蔵菩薩の縁日（ 日本）
- 日蓮上人の縁日（ 日本）
- 13日の金曜日 ※金曜日の場合